# Международный день женщин и девочек в науке
Международный день женщин и девочек в науке — ежегодный праздник, принятый Генеральной Ассамблеей ООН, для содействия полному и равному доступу и участию женщин в области Технологий, Инженерии и Математики (STEM). 22 декабря 2015 года Генеральная Ассамблея Организации Объединённых Наций приняла резолюцию 70/212, в которой 11 февраля провозглашается ежегодным празднованием этого праздника. Ежегодно выбирается тема, чтобы обратить внимание на особое направление и область обсуждения, связанную с ключевым моментом гендерного равенства в науке.
Международный день женщин и девочек в науке празднуется ежегодно организацией ЮНЕСКО в сотрудничестве со Структурой Организации Объединённых Наций по вопросам гендерного равенства и расширения прав и возможностей женщин. Обе организации работают с правительствами стран, межправительственными организациями, партнерами гражданского общества, университетами и корпорациями для достижения общей цели продвижения роли женщин и девочек в научных областях и отмечая тех, кто уже добился успеха в этой области.

## Происхождение

### Контекст
В сравнении со своими сверстниками мужского пола, женщины недопредставлены в научных и технологических областях. Между 1960-и и 1980-и годами, число женщин, получающих научное и инженерное образование стабильно росло в Американских университетах, но несмотря на это достигло неожиданной остановки вначале 1980-х годов. В 2013 году Великобритания провела исследования, в ходе которых выяснила, что существует постоянная недопредставленность женщин в областях STEM, и что в предыдущий 25-и летний период было совсем мало изменений в участии женщин в науке и технологиях. Кроме того, социальные барьеры включающие ожидания ведения женщинами домашнего хозяйства, участие их в раннем браке и дискриминирующие практики на рынке труда постоянно препятствовали участию женщин в развивающихся регионах во всем мире, таких как Африка, Южная Азия и Карибский бассейн не только в получении образования в области науки и технологий, но и образования вообще.
На настоящий день эти барьеры в участии в образовании ещё существуют и представлены в виде социальных барьеров.
Существуют также региональные отличия в барьерах, препятствующие занятию женщинами наукой. Было обнаружено, что в Соединенных Штатах, низкая вовлеченность и привлечение к научному образованию во всей образовательной цепочке стали причиной небольшого участия женщин в научной области. Это отличается от Арабского мира, где вовлеченность в научное образование довольна высока, составляя от 60 до 80 процентов от общей вовлеченности в образование, но несмотря на это карьерные и социальные барьеры препятствуют дальнейшему занятию женщин наукой.

### Принятие Организацией Объединённых Наций

Эмблема Организации Объединённых Наций

22 декабря 2015 года Генеральная Ассамблея Организации Объединённых Наций собралась для принятия резолюции 70/212 названной «Международный день женщин и девочек в науке». Эта резолюция фактически объявила 11 февраля ежегодным праздником Международного Дня Женщин и Девочек в Науке. Генеральная Ассамблея Объединённых Наций пригласила участников всех государств, организаций и органов Объединённых наций вместе с отдельными лицами и частным сектором участвовать в информационно-просветительских и образовательных мероприятиях для обеспечения полного и равного доступа женщин и девочек к науке. Принимая резолюцию, Организация Объединённых Наций опиралась на несколько своих предыдущих резолюций, чтобы показать необходимость проведения Международного дня женщин и девочек в науке. В частности, была упомянута резолюция 70/1 под названием «Преобразование нашего мира: Повестка дня в области устойчивого развития на период до 2030 года», в которой провозглашены цели Организации Объединённых Наций в области устойчивого развития на период до 2030 года, а именно цели качественного образования и гендерного равенства. Вместе с этим, была упомянута резолюция 68/220, в которой Генеральная Ассамблея Объединённых Наций признала, что для достижения гендерного равенства и расширения прав и возможностей женщин необходимо содействовать полному и равному доступу женщин к участию в науке, технологиях и инновациях. Две ключевые организации Объединённых Наций ответственные за Международный День Женщин и Девочек в Науке: ЮНЕСКО и ООН-Женщины.

## Ежегодные празднования и официальные темы
Каждый год 11 февраля, Организация Объединённых Наций проводит Международный День Женщин и Девочек в Научной Ассамблее. Ассамблея собирает вместе представителей членов-государств и представителей международных организаций, частный сектор и ведущих ученых для обсуждения мер и инициатив, направленных на увеличение участия представителей женского пола в STEM. Спонсорами Ассамблеи являются постоянные представительства при Организации Объединённых Наций, таких стран как Андорра, Антигуа и Барбуда, Армения, Австралия, Бутан, Чили, Эквадор, Финляндия, Греция, Латвия, Мексика, Нигерия, Южная Корея, Сан-Марино, и Узбекистан. Каждый год ассамблея фокусирует внимание на ключевой теме, в качестве центральной темы для обсуждения.
| Год празднования | Календарный год | Тема |
| ---------------- | --------------- | --- |
| 1                | 2016            | Изменяя Мир: Паритет в Науке (Transforming the World: Parity in Science)                                                                                            |
| 2                | 2017            | Пол, Наука и Устойчивое развитие: Влияние Медиа — от Видения до Действия (Gender, Science and Sustainable Development: The Impact of Media — From Vision to Action) |
| 3                | 2018            | Равенство и Паритет в Науке для Мира и Развития (Equality and Parity in Science for Peace and Development)                                                          |
| 4                | 2019            | Вложения в Женщин и Девочек в Науку для Инклюзивного Зелёного Роста (Investment in Women and Girls in Science for Inclusive Green Growth)                           |
| 5                | 2020            | Равенство в Науке, Технологиях, и Инновациях: Глобальные Тренды и вызовы (Equality in Science, Technology and Innovation: Global Trends and Challenges)             |
| 6                | 2021            | Позади Границ: Равенство в Науке для Общества (Beyond the Borders: Equality in Science for Society)                                                                 |
| 7                | 2022            | Равенство, Разнообразие и Инклюзивность: Вода Объединяет Нас (Equity, Diversity, and Inclusion: Water Unites Us)                                                    |